# Jogo da cabra-cega
Jogo da cabra-cega é um romance de José Régio publicado em 1934.
Assim que foi publicado, este romance foi apreendido pela Censura do Estado Novo, em resultado de críticas elevadas de um moralismo estreito. Apesar de ter deixado de circular em circuito aberto, o romance foi sendo lido, gerando entusiasmo em críticos de notável gabarito, como Adolfo Casais Monteiro, João Gaspar Simões, David Mourão-Ferreira e Vergílio Ferreira.

## Personagens
- Pedro Serra - tem 26 anos e está integrado num grupo de 4 amigos
- Luís Afonso - líder do grupo de amigos
- Celestino - publicou, a expensas da sua tia Virgínia, um luxuoso livro de versos.
- José Baía
- Jaime Franco - sombra de Pedro
- Mademoiselle Dora
- Senhora Dona Felícia
- Senhor Belinho